# Spierkramp

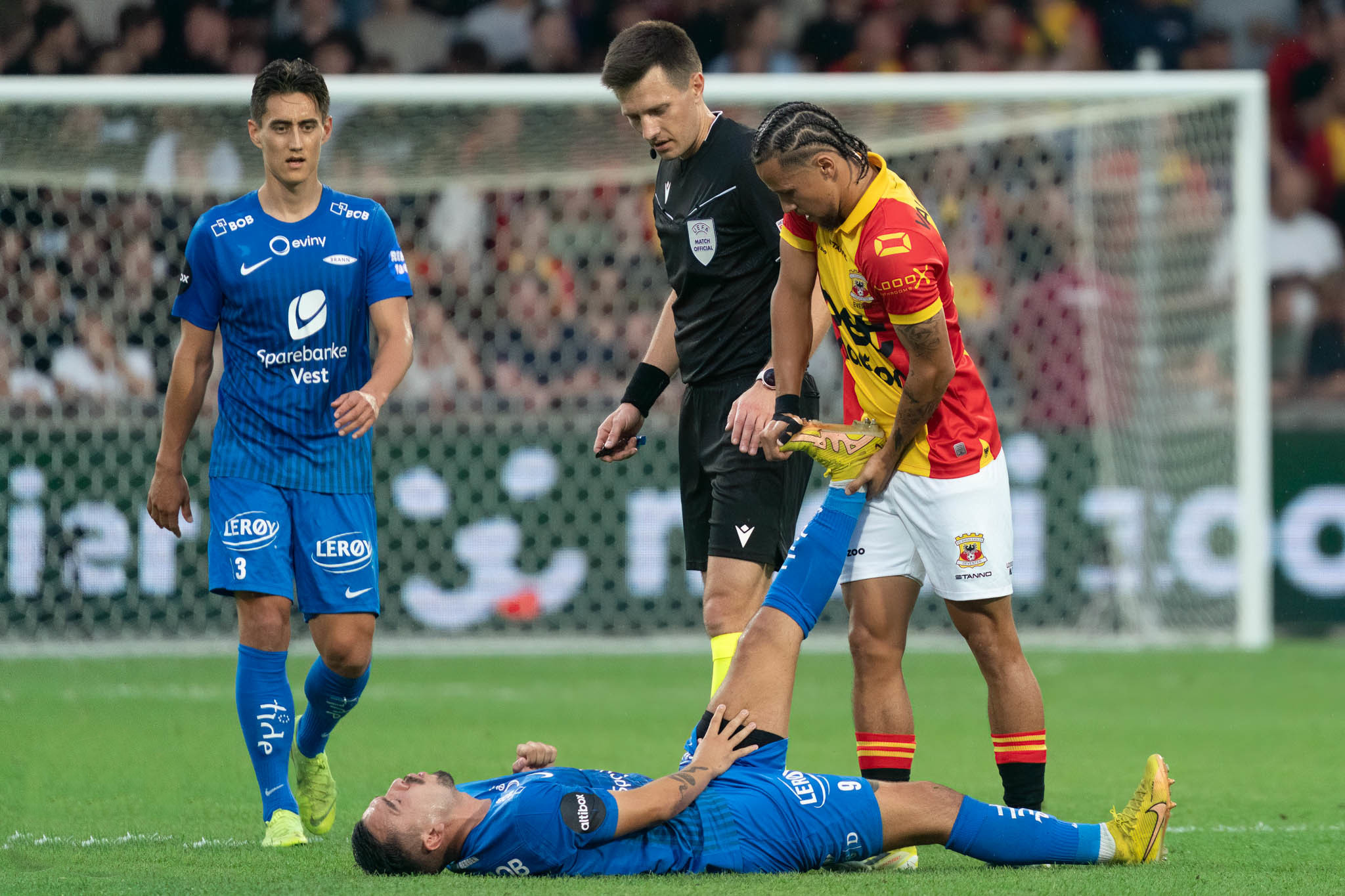
Spierkramp tijdens een voetbalwedstrijd

Spierkramp of spierspasme is het onwillekeurig plotseling, pijnlijk samentrekken van de vezels van spieren. Normaal gesproken is een deel van de vezels van een spier in rust, terwijl een ander deel zich samentrekt, en wordt het rusten en actief zijn van spiervezels afgewisseld.
Kramp kan verschillende oorzaken hebben, zoals zware belasting van de spieren tijdens sporten, een verkeerde zithouding, een tekort aan zout of glucose, dehydratie, te sterke afkoeling van de spieren (bijvoorbeeld bij zwemmers), ziekte of vergiftiging. Een hypothese is dat de kramp komt door een tekort aan kalium, calcium of magnesium.
Kramp kan in veel delen van het menselijk lichaam voorkomen. Vaak komt kramp in de kuiten voor. Het rekken van de spieren kan in dit geval helpen de kramp tegen te gaan.
Enkele andere lichaamsdelen waar men kramp kan krijgen zijn onder meer de voeten, armen, handen, onderrug, hals en de buik. Indien kramp regelmatig terugkeert, kan de huisarts om deze reden bezocht worden.
Vaak voorgeschreven middelen zijn magnesium(fosfaat)tabletten en Inhibin dat hydrokinine als werkzame stof gebruikt.